# European Challenge Cup

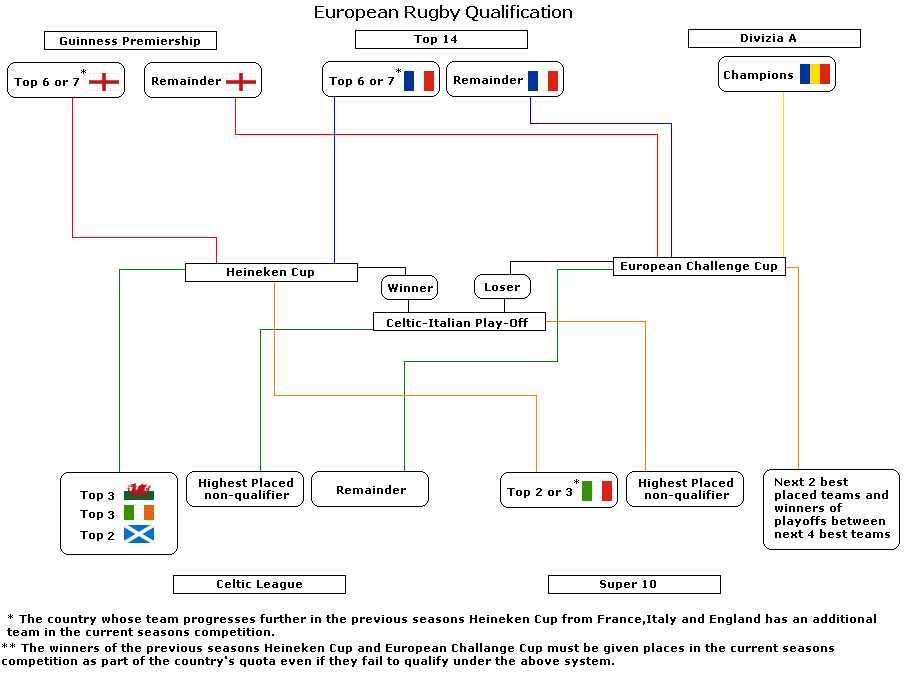
Diagrama que mostra la classificació per la Heineken Cup i la European Challenge Cup.

La European Challenge Cup, coneguda com a Parker Pen Shield del 2001 al 2003 i Parker Pen Challenge Cup del 2003 al 2005 per raons de patrocini, és la segona competició europea de rugbi a 15 en importància per darrere de la Heineken Cup.
Hi participen clubs d'Anglaterra, França, Gal·les, Irlanda, Escòcia, Itàlia, Romania, i en algunes ocasions, Espanya i Portugal, segons un sistema d'eliminatòries. Fins a l'any 2002 s'havia disputat amb una primera fase de grups.
La competició s'inicià un any després de la creació de la Heineken Cup el 1996 amb el nom de Conferència Europea i fou reanomenada European Shield el 1999. Adoptà l'actual nom el 2002. El nom d'European Shield fou adoptat aleshores per una nova competició on prengueren part aquells clubs de l'European Challenge Cup que no s'havien classificat per la segona fase de la competició.

## Historial
| Any  | Campió                         | Marcador         | Finalista             | Seu                                          |
| ---- | ------------------------------ | ---------------- | --------------------- | -------------------------------------------- |
| 1997 | CS Bourgoin-Jallieu            | 18-9             | Castres Olympique     | Stade de la Méditerranée, Besiers            |
| 1998 | US Colomiers                   | 43-5             | SU Agen               | Stade des Sept Deniers, Tolosa de Llenguadoc |
| 1999 | ASM Clermont Auvergne          | 35-16            | CS Bourgoin-Jallieu   | Stade de Gerland, Lió                        |
| 2000 | Section Paloise                | 34-21            | Castres Olympique     | Stade des Sept Deniers, Tolosa de Llenguadoc |
| 2001 | NEC Harlequins                 | 42-33            | RC Narbonne           | Madejski Stadium, Reading                    |
| 2002 | Sale Sharks                    | 25-22            | Pontypridd RFC        | Kassam Stadium, Oxford                       |
| 2003 | London Wasps                   | 48-30            | Bath Rugby            | Madejski Stadium, Reading                    |
| 2004 | NEC Harlequins                 | 27-26            | ASM Clermont Auvergne | Madejski Stadium, Reading                    |
| 2005 | Sale Sharks                    | 27-3             | Section Paloise       | Kassam Stadium, Oxford                       |
| 2006 | Gloucester RFC                 | 36-34 (pròrroga) | London Irish          | The Stoop, Londres                           |
| 2007 | ASM Clermont Auvergne          | 22-16            | Bath Rugby            | The Stoop, Londres                           |
| 2008 | Bath Rugby                     | 24-16            | Worcester Warriors    | Kingsholm Stadium, Gloucester                |
| 2009 | Northampton Saints             | 15-3             | CS Bourgoin-Jallieu   | Twickenham Stoop, Londres                    |
| 2010 | Cardiff Blues                  | 28-21            | RC Toulon             | Stade Velodrome, Marsella                    |
| 2011 | Harlequins                     | 19-18            | Stade Français        | Cardiff City Stadium, Cardiff                |
| 2012 | Biarritz olympique Pays Basque | 21-18            | RC Toulon             | Twickenham Stoop, Londres                    |
| 2013 | Leinster                       | 34-13            | Stade Français        | RDS Arena, Dublín                            |
| 2014 | Northampton Saints             | 21-18            | Bath Rugby            | Arms Park, Cardiff                           |
| 2015 | Gloucester Rugby               | 19-13            | Edinburgh Rugby       | Twickenham Stoop, Londres                    |